# Mjøsundbrua
Die Mjøsundbrua (Mjøsundbrücke) ist eine als Auslegerbrücke gebaute Straßenbrücke im norwegischen Fylke (Provinz) Troms.

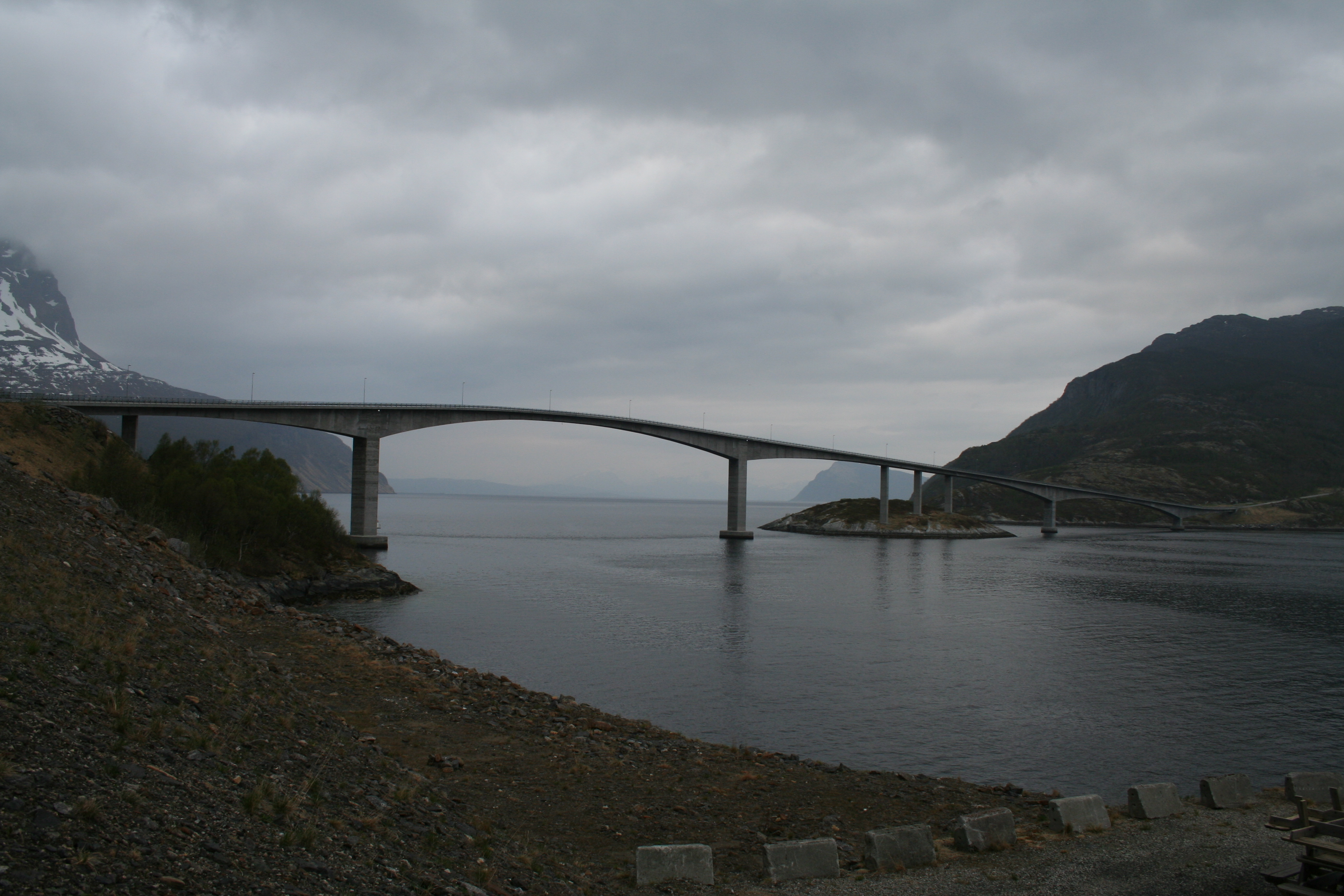
Mjøsundbrücke

Die Brücke wurde 1994 eingeweiht und trägt die Provinzstraße Fv848 vom Festland über den Mjøsund auf die östliche Spitze der Insel Andørja. Sie ist 840 m lang. Der Hauptbogen mit der Schiffsdurchfahrt ist 184,75 Meter breit und hat eine Lichte Höhe von 35 m.
Seit Dezember 2000 ist Andørja im Westen mit der benachbarten Insel Rolla durch den 3396 m langen Ibestadtunnel, einen einröhrigen Straßentunnel, verbunden. Somit sind seitdem beide Inseln, die gemeinsam die Kommune Ibestad bilden, direkt an das Straßennetz Norwegens angebunden.